# Chaunus rubescens
Chaunus rubescens là một loài cóc trong họ Bufonidae. Chúng là loài đặc hữu của Brasil.
Các môi trường sống tự nhiên của chúng là xavan ẩm, vùng đất ẩm có cây bụi nhiệt đới hoặc cận nhiệt đới, vùng cây bụi nhiệt đới hoặc cận nhiệt đới vùng đất cao, sông, đầm nước ngọt, vùng đồng cỏ, vườn nông thôn, các vùng đô thị, và ao. Loài này đang bị đe dọa do mất nơi sống. Da nó có màu cam vàng kim.

## Hình ảnh

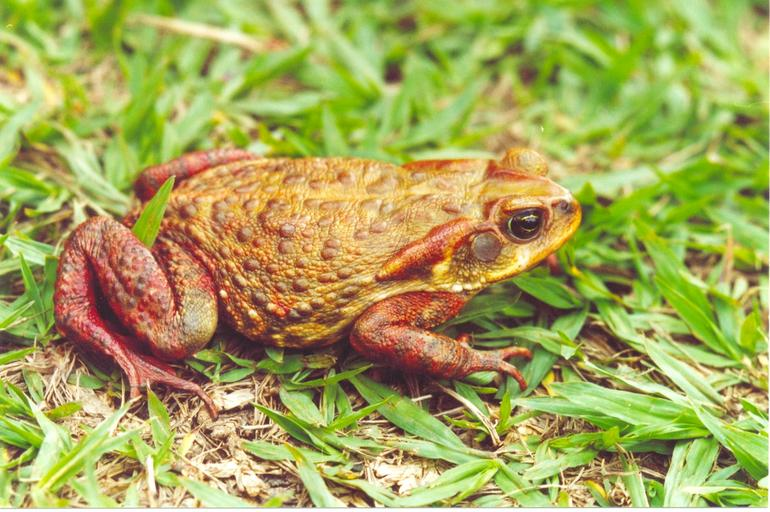